# 龙门镇 (杭州市)
龙门镇是中华人民共和国浙江省杭州市富阳区下辖的一个镇。2008年列为中国历史文化名镇。杭州龙门古镇景区是国家4A级旅游景区。2019年被评为中国文化百强镇。

## 行政区划
现辖：
龙门一村、龙门三村、龙门五村和龙门七村。

## 中国传统村落
龙门村获评“中国传统村落”。